# 納瓦夫·阿比德
納瓦夫·阿比德（阿拉伯語：نواف شاكر العابد，1992年5月25日—）是沙特阿拉伯的职业足球运动员，司职中场，现效力于沙特阿拉伯职业足球联赛的利雅得艾沙比，他也代表沙特阿拉伯国家足球队。

## 荣誉
希拉尔
- 沙特阿拉伯职业足球联赛（5）：2009-10、2016-17、2017-18、2019-20
- 沙特王儲盃（6）：2008-09、2009-10、2010-2011、2011-12、2012-13、2015-16
- 沙特國王盃（2）：2015、2017
- 沙特超级盃（2）：2015、2018
- 亚足联冠军联赛（1）：2019